# Olaszország az 1994. évi téli olimpiai játékokon
Olaszország a norvégiai Lillehammerben megrendezett 1994. évi téli olimpiai játékok egyik részt vevő nemzete volt. Az országot az olimpián 11 sportágban 104 sportoló képviselte, akik összesen 20 érmet szereztek.

## Érmesek
| Érem  | Versenyző                                                          | Sportág                    | Versenyszám                |
| ----- | ------------------------------------------------------------------ | -------------------------- | -------------------------- |
| Arany | Deborah Compagnoni                                                 | Alpesisí                   | Női óriás-műlesiklás       |
| Arany | Maurizio Carnino Orazio Fagone Hugo Herrnhof Mirko Vuillermin      | Rövidpályás gyorskorcsolya | Férfi 5000 m váltó         |
| Arany | Maurilio De Zolt Marco Albarello Giorgio Vanzetta Silvio Fauner    | Sífutás                    | Férfi 4 × 10 km váltó      |
| Arany | Manuela Di Centa                                                   | Sífutás                    | Női 15 km                  |
| Arany | Manuela Di Centa                                                   | Sífutás                    | Női 30 km                  |
| Arany | Gerda Weissensteiner                                               | Szánkó                     | Női egyes                  |
| Arany | Kurt Brugger Wilfried Huber                                        | Szánkó                     | Kettes                     |
| Ezüst | Alberto Tomba                                                      | Alpesisí                   | Férfi műlesiklás           |
| Ezüst | Mirko Vuillermin                                                   | Rövidpályás gyorskorcsolya | Férfi 500 m                |
| Ezüst | Manuela Di Centa                                                   | Sífutás                    | Női 5 km                   |
| Ezüst | Manuela Di Centa                                                   | Sífutás                    | Női 10 km üldözőverseny    |
| Ezüst | Hansjörg Raffl Norbert Huber                                       | Szánkó                     | Kettes                     |
| Bronz | Isolde Kostner                                                     | Alpesisí                   | Női lesiklás               |
| Bronz | Isolde Kostner                                                     | Alpesisí                   | Női szuperóriás-műlesiklás |
| Bronz | Günther Huber Stefano Ticci                                        | Bob                        | Férfi kettes               |
| Bronz | Marco Albarello                                                    | Sífutás                    | Férfi 10 km                |
| Bronz | Silvio Fauner                                                      | Sífutás                    | Férfi 15 km üldözőverseny  |
| Bronz | Stefania Belmondo                                                  | Sífutás                    | Női 10 km üldözőverseny    |
| Bronz | Bice Vanzetta Manuela Di Centa Gabriella Paruzzi Stefania Belmondo | Sífutás                    | Női 4 × 5 km váltó         |
| Bronz | Armin Zöggeler                                                     | Szánkó                     | Férfi egyes                |

## Alpesisí
Férfi
| Versenyző            | Versenyszám            | 1. futam      | 1. futam      | 2. futam | 2. futam | Összesítés    | Összesítés    |
| Versenyző            | Versenyszám            | Idő           | Hely.         | Idő      | Hely.    | Idő           | Helyezés      |
| -------------------- | ---------------------- | ------------- | ------------- | -------- | -------- | ------------- | ------------- |
| Norman Bergamelli    | Műlesiklás             | nem ért célba | nem ért célba | kiesett  | kiesett  | kiesett       | kiesett       |
| Norman Bergamelli    | Óriás-műlesiklás       | 1:29,39       | 11.           | 1:23,73  | 2.       | 2:53,12       | 6.            |
| Luigi Colturi        | Lesiklás               |               |               |          |          | 1:47,05       | 21.           |
| Alessandro Fattori   | Szuperóriás-műlesiklás |               |               |          |          | nem ért célba | nem ért célba |
| Kristian Ghedina     | Lesiklás               |               |               |          |          | 1:46,99       | 20.           |
| Gerhard Königsreiner | Óriás-műlesiklás       | 1:29,16       | 9.            | 1:24,45  | 12.      | 2:53,61       | 10.           |
| Gianfranco Martin    | Óriás-műlesiklás       | 1:32,28       | 33.           | 1:27,56  | 30.      | 2:59,84       | 29.           |
| Werner Perathoner    | Szuperóriás-műlesiklás |               |               |          |          | 1:33,10       | 5.            |
| Peter Runggaldier    | Lesiklás               |               |               |          |          | 1:46,39       | 12.           |
| Peter Runggaldier    | Szuperóriás-műlesiklás |               |               |          |          | 1:34,44       | 15.           |
| Fabrizio Tescari     | Műlesiklás             | nem ért célba | nem ért célba | kiesett  | kiesett  | kiesett       | kiesett       |
| Alberto Tomba        | Műlesiklás             | 1:02,84       | 12.           | 59,33    | 1.       | 2:02,17       |               |
| Alberto Tomba        | Óriás-műlesiklás       | 1:29,53       | 13.           | kizárták | kizárták | kiesett       | kiesett       |
| Pietro Vitalini      | Lesiklás               |               |               |          |          | 1:46,48       | 13.           |
| Pietro Vitalini      | Szuperóriás-műlesiklás |               |               |          |          | 1:34,46       | 16.           |
| Angelo Weiss         | Műlesiklás             | 1:02,77       | 10.           | 1:00,95  | 6.       | 2:03,72       | 8.            |

| Versenyző          | Versenyszám | Lesiklás | Lesiklás | Műlesiklás | Műlesiklás | Műlesiklás    | Műlesiklás    | Műlesiklás | Műlesiklás | Összesítés | Összesítés |
| Versenyző          | Versenyszám | Lesiklás | Lesiklás | 1. futam   | 1. futam   | 2. futam      | 2. futam      | Össz.      | Össz.      | Összesítés | Összesítés |
| Versenyző          | Versenyszám | Idő      | Hely.    | Idő        | Hely.      | Idő           | Hely.         | Idő        | Hely.      | Idő        | Helyezés   |
| ------------------ | ----------- | -------- | -------- | ---------- | ---------- | ------------- | ------------- | ---------- | ---------- | ---------- | ---------- |
| Alessandro Fattori | Összetett   | 1:38,25  | 10.      | 53,77      | 24.        | nem ért célba | nem ért célba | kiesett    | kiesett    | kiesett    | kiesett    |
| Kristian Ghedina   | Összetett   | 1:38,14  | 8.       | 54,28      | 26.        | 50,75         | 20.           | 1:45,03    | 22.        | 3:23,17    | 16.        |
| Gianfranco Martin  | Összetett   | 1:38,84  | 15.      | 53,58      | 21.        | 50,27         | 19.           | 1:43,85    | 19.        | 3:22,69    | 15.        |

Női
| Versenyző          | Versenyszám            | 1. futam      | 1. futam      | 2. futam | 2. futam | Összesítés    | Összesítés    |
| Versenyző          | Versenyszám            | Idő           | Hely.         | Idő      | Hely.    | Idő           | Helyezés      |
| ------------------ | ---------------------- | ------------- | ------------- | -------- | -------- | ------------- | ------------- |
| Deborah Compagnoni | Műlesiklás             | 1:00,25       | 6.            | 58,01    | 11.      | 1:58,26       | 10.           |
| Deborah Compagnoni | Óriás-műlesiklás       | 1:20,37       | 1.            | 1:10,60  | 1.       | 2:30,97       |               |
| Deborah Compagnoni | Szuperóriás-műlesiklás |               |               |          |          | 1:23,54       | 17.           |
| Morena Gallizio    | Lesiklás               |               |               |          |          | 1:37,94       | 14.*          |
| Morena Gallizio    | Műlesiklás             | 1:00,43       | 9.            | 57,76    | 9.       | 1:58,19       | 9.            |
| Morena Gallizio    | Óriás-műlesiklás       | nem ért célba | nem ért célba | kiesett  | kiesett  | kiesett       | kiesett       |
| Morena Gallizio    | Szuperóriás-műlesiklás |               |               |          |          | 1:22,73       | 5.            |
| Isolde Kostner     | Lesiklás               |               |               |          |          | 1:36,85       |               |
| Isolde Kostner     | Szuperóriás-műlesiklás |               |               |          |          | 1:22,45       |               |
| Lara Magoni        | Műlesiklás             | 1:00,77       | 12.           | 59,24    | 18.      | 2:00,01       | 16.           |
| Lara Magoni        | Óriás-műlesiklás       | 1:21,85       | 10.           | 1:12,82  | 8.       | 2:34,67       | 7.            |
| Barbara Merlin     | Lesiklás               |               |               |          |          | 1:38,65       | 25.           |
| Sabina Panzanini   | Óriás-műlesiklás       | 1:22,94       | 16.           | 1:13,59  | 19.      | 2:36,53       | 15.           |
| Bibiana Perez      | Lesiklás               |               |               |          |          | nem ért célba | nem ért célba |
| Bibiana Perez      | Szuperóriás-műlesiklás |               |               |          |          | nem ért célba | nem ért célba |
| Roberta Serra      | Műlesiklás             | 1:00,39       | 8.            | 57,49    | 4.       | 1:57,88       | 7.            |

| Versenyző       | Versenyszám | Lesiklás | Lesiklás | Műlesiklás | Műlesiklás | Műlesiklás    | Műlesiklás    | Műlesiklás | Műlesiklás | Összesítés | Összesítés |
| Versenyző       | Versenyszám | Lesiklás | Lesiklás | 1. futam   | 1. futam   | 2. futam      | 2. futam      | Össz.      | Össz.      | Összesítés | Összesítés |
| Versenyző       | Versenyszám | Idő      | Hely.    | Idő        | Hely.      | Idő           | Hely.         | Idő        | Hely.      | Idő        | Helyezés   |
| --------------- | ----------- | -------- | -------- | ---------- | ---------- | ------------- | ------------- | ---------- | ---------- | ---------- | ---------- |
| Morena Gallizio | Összetett   | 1:28,71  | 6.       | 49,94      | 3.         | 48,06         | 4.            | 1:38,00    | 4.         | 3:06,71    | 4.         |
| Isolde Kostner  | Összetett   | 1:28,52  | 3.       | 54,04      | 16.        | nem ért célba | nem ért célba | kiesett    | kiesett    | kiesett    | kiesett    |
| Barbara Merlin  | Összetett   | 1:29,67  | 17.      | 55,79      | 19.        | 51,85         | 17.           | 1:47,64    | 17.        | 3:17,31    | 16.        |
| Bibiana Perez   | Összetett   | 1:29,15  | 11.      | 52,78      | 14.        | 48,71         | 7.            | 1:41,49    | 12.        | 3:10,64    | 12.        |

* - egy másik versenyzővel azonos eredményt ért el

## Biatlon
Férfi
| Versenyző                                                         | Versenyszám      | Lövőhiba    | Időeredmény | Helyezés |
| ----------------------------------------------------------------- | ---------------- | ----------- | ----------- | -------- |
| Pieralberto Carrara                                               | 10 km sprint     | 3 (1+2)     | 30:33,1     | 23.      |
| Pieralberto Carrara                                               | 20 km egyéni     | 4 (0+2+0+2) | 1:00:14,2   | 15.      |
| Patrick Favre                                                     | 20 km egyéni     | 3 (0+1+1+1) | 1:00:40,3   | 22.      |
| Wilfried Pallhuber                                                | 10 km sprint     | 3 (1+2)     | 30:35,2     | 24.      |
| Wilfried Pallhuber                                                | 20 km egyéni     | 5 (2+0+2+1) | 1:00:27,1   | 20.      |
| Johann Passler                                                    | 10 km sprint     | 2 (0+2)     | 29:53,1     | 13.      |
| Andreas Zingerle                                                  | 10 km sprint     | 2 (1+1)     | 31:50,5     | 44.      |
| Andreas Zingerle                                                  | 20 km egyéni     | 3 (1+1+0+1) | 58:54,1     | 6.       |
| Patrick Favre Johann Passler Pieralberto Carrara Andreas Zingerle | 4 × 7,5 km váltó | 5+0         | 1:33:17,3   | 6.       |

Női
| Versenyző       | Versenyszám   | Lövőhiba    | Időeredmény | Helyezés |
| --------------- | ------------- | ----------- | ----------- | -------- |
| Nathalie Santer | 7,5 km sprint | 3 (1+2)     | 26:38,8     | 7.       |
| Nathalie Santer | 15 km egyéni  | 8 (2+2+1+3) | 56:07,4     | 25.      |

## Bob
| Versenyző                                                        | Versenyszám | 1. futam | 1. futam | 2. futam | 2. futam | 3. futam | 3. futam | 4. futam | 4. futam | Összesítés | Összesítés |
| Versenyző                                                        | Versenyszám | Idő      | Hely.    | Idő      | Hely.    | Idő      | Hely.    | Idő      | Hely.    | Idő        | Helyezés   |
| ---------------------------------------------------------------- | ----------- | -------- | -------- | -------- | -------- | -------- | -------- | -------- | -------- | ---------- | ---------- |
| Günther Huber Stefano Ticci                                      | Kettes      | 52,61    | 3.       | 52,80    | 2.       | 52,69    | 1.       | 52,91    | 2.       | 3:31,01    |            |
| Pasquale Gesuito Antonio Tartaglia                               | Kettes      | 52,92    | 11.      | 53,33    | 10.      | 52,89    | 6.       | 53,31    | 9.       | 3:32,45    | 9.         |
| Pasquale Gesuito Paolo Canedi Silvio Calcagno Marcantonio Stiffi | Négyes      | 52,87    | 23.      | 52,78    | 22.      | 52,97    | 22.      | 53,33    | 23.      | 3:31,95    | 22.        |
| Günther Huber Antonio Tartaglia Bernhard Mair Mirco Ruggiero     | Négyes      | 51,78    | 3.       | 52,29    | 9.*      | 52,60    | 17.      | 52,75    | 17.*     | 3:29,42    | 9.         |

* - egy másik csapattal azonos eredményt ért el

## Északi összetett
| Versenyző                                | Versenyszám | Síugrás | Síugrás | Síugrás    | Sífutás   | Sífutás | Összesítés | Összesítés |
| Versenyző                                | Versenyszám | Pont    | Hely.   | Időhátrány | Idő       | Hely.   | Idő        | Helyezés   |
| ---------------------------------------- | ----------- | ------- | ------- | ---------- | --------- | ------- | ---------- | ---------- |
| Andrea Cecon                             | Egyéni      | 192,5   | 27.     | +6:03      | 41:22,1   | 33.     | 47:25,1    | 33.        |
| Andrea Longo                             | Egyéni      | 169,5   | 43.     | +8:36      | 42:13,1   | 40.     | 50:49,1    | 44.        |
| Simone Pinzani                           | Egyéni      | 168,0   | 45.     | +8:46      | 44:40,7   | 50.     | 53:26,7    | 49.        |
| Andrea Cecon Andrea Longo Simone Pinzani | Csapat      | 544,5   | 11.     | +15:45     | 1:29:27,1 | 11.     | 1:45:12,1  | 11.        |

## Gyorskorcsolya
Férfi
| Versenyző            | Versenyszám | Eredmény       | Helyezés       |
| -------------------- | ----------- | -------------- | -------------- |
| Davide Carta         | 500 m       | 37,98          | 32.            |
| Davide Carta         | 1000 m      | 1:16,46        | 38.            |
| Davide Carta         | 1500 m      | 1:57,46        | 34.            |
| Alessandro De Taddei | 500 m       | 37,87          | 29.            |
| Alessandro De Taddei | 1000 m      | 1:15,62        | 30.*           |
| Alessandro De Taddei | 1500 m      | nem ért célba~ | nem ért célba~ |
| Roberto Sighel       | 1000 m      | 1:15,35        | 25.            |
| Roberto Sighel       | 1500 m      | 1:54,51        | 12.            |
| Roberto Sighel       | 5000 m      | 6:57,70        | 15.            |
| Roberto Sighel       | 10 000 m    | 14:27,59       | 15.            |

Női
| Versenyző        | Versenyszám | Eredmény | Helyezés |
| ---------------- | ----------- | -------- | -------- |
| Elena Belci      | 1500 m      | 2:05,99  | 12.      |
| Elena Belci      | 3000 m      | kizárták | kizárták |
| Elena Belci      | 5000 m      | 7:20,33  | 4.       |
| Elisabetta Pizio | 1500 m      | 2:11,02  | 29.      |
| Elisabetta Pizio | 3000 m      | 4:32,34  | 18.      |

* - egy másik versenyzővel azonos eredményt ért el

~ - a futam során elesett

## Jégkorong
| Francia nemzeti férfi jégkorongcsapat-játékoskeret                                                                                   | Francia nemzeti férfi jégkorongcsapat-játékoskeret                                                                                               | Francia nemzeti férfi jégkorongcsapat-játékoskeret                                                                  |
| --- | --- | --- |
| - Patrick Brugnoli - Jim Camazzola - Bruno Campese - Tony Circelli - Luigi da Corte - Mike de Angelis - Lino de Toni - David Delfino | - Philip di Gaetano - Stephan Figliuzzi - Alexander Gschliesser - Leo Insam - Emilio Iovio - Maurizio Mansi - Robert Oberrauch - Gaetano Orlando | - Martin Pavlu - Roland Ramoser - Mike Rosati - Vezio Sacratini - William Stewart - Lucio Topatigh - Bruno Zarrillo |

B csoport
| Hely. | Csapat           | M | Gy | D | V | G+ | G– | Gk  | P | Továbbjutás     |
| ----- | ---------------- | - | -- | - | - | -- | -- | --- | - | --------------- |
| 1.    | Szlovákia        | 5 | 3  | 2 | 0 | 26 | 14 | +12 | 8 | Negyeddöntő     |
| 2.    | Kanada           | 5 | 3  | 1 | 1 | 17 | 11 | +6  | 7 | Negyeddöntő     |
| 3.    | Svédország       | 5 | 3  | 1 | 1 | 23 | 13 | +10 | 7 | Negyeddöntő     |
| 4.    | Egyesült Államok | 5 | 1  | 3 | 1 | 21 | 17 | +4  | 5 | Negyeddöntő     |
| 5.    | Olaszország      | 5 | 1  | 0 | 4 | 15 | 31 | −16 | 2 | A 9–12. helyért |
| 6.    | Franciaország    | 5 | 0  | 1 | 4 | 11 | 27 | −16 | 1 | A 9–12. helyért |

1. 1 2  Svédország 2–3 Kanada

| 1994. február 13. 17:30 | Olaszország (ITA) | 2–7 (1–2, 0–4, 1–1) | Kanada (CAN) | Gjøvik Olympic Cavern Hall, Gjøvik Nézőszám: 5170 |

| | David Delfino Mike Rosati | Kapusok                               | Corey Hirsch | Játékvezető: Börje Johansson Vonalbírók: John Svarstad Erik Larssen |
| \| \| 0–1 \| 07:32 − Nedvěd (Werenka, Kariya) (PP) \| \| De Toni − 08:16 \| 1–1 \| \| \| \| 1–2 \| 19:40 − Werenka (Kariya) (PP) \| \| \| 1–3 \| 21:24 − Schreiber (Mayer) \| \| \| 1–4 \| 27:43 − Hlushko (Astley) \| \| \| 1–5 \| 36:23 − Kontos (Savage) \| \| \| 1–6 \| 39:39 − Kontos (Nedvěd) \| \| Orlando − 47:13 \| 2–6 \| \| \| \| 2–7 \| 54:58 − Nedvěd (Kariya) \| |                           |                                       |              | Játékvezető: Börje Johansson Vonalbírók: John Svarstad Erik Larssen |
| 14 perc | Büntetések                | 16 perc                               |              | Játékvezető: Börje Johansson Vonalbírók: John Svarstad Erik Larssen |
| 29 | Lövések                   | 38                                    |              | Játékvezető: Börje Johansson Vonalbírók: John Svarstad Erik Larssen |
| | 0–1                       | 07:32 − Nedvěd (Werenka, Kariya) (PP) |              | Játékvezető: Börje Johansson Vonalbírók: John Svarstad Erik Larssen |
| De Toni − 08:16 | 1–1                       |                                       |              | Játékvezető: Börje Johansson Vonalbírók: John Svarstad Erik Larssen |
| | 1–2                       | 19:40 − Werenka (Kariya) (PP)         |              | Játékvezető: Börje Johansson Vonalbírók: John Svarstad Erik Larssen |
| | 1–3                       | 21:24 − Schreiber (Mayer)             |              |                                                                     |
| | 1–4                       | 27:43 − Hlushko (Astley)              |              |                                                                     |
| | 1–5                       | 36:23 − Kontos (Savage)               |              |                                                                     |
| | 1–6                       | 39:39 − Kontos (Nedvěd)               |              |                                                                     |
| Orlando − 47:13 | 2–6                       |                                       |              |                                                                     |
| | 2–7                       | 54:58 − Nedvěd (Kariya)               |              |                                                                     |

| 1994. február 15. 15:00 | Svédország (SWE) | 4–1 (1–0, 1–1, 2–0) | Olaszország (ITA) | Håkons Hall, Lillehammer Nézőszám: 8731 |

| | Håkan Algotsson | Kapusok                         | Bruno Campese | Játékvezető: Peter Slapke Vonalbírók: Wilhelm Schimm Miloš Benek |
| \| Due-Boje (Loob, Kjellberg) − 19:34 \| 1–0 \| \| \| \| 1–1 \| 24:18 − Zarrillo (Orlando) (SH) \| \| Stillman (Loob) − 37:03 \| 2–1 \| \| \| Juhlin (Berglund, Näslund) − 41:10 \| 3–1 \| \| \| Svensson (Berglund) (PP) − 43:52 \| 4–1 \| \| |                 |                                 |               | Játékvezető: Peter Slapke Vonalbírók: Wilhelm Schimm Miloš Benek |
| 6 perc | Büntetések      | 10 perc                         |               | Játékvezető: Peter Slapke Vonalbírók: Wilhelm Schimm Miloš Benek |
| 39 | Lövések         | 18                              |               | Játékvezető: Peter Slapke Vonalbírók: Wilhelm Schimm Miloš Benek |
| Due-Boje (Loob, Kjellberg) − 19:34 | 1–0             |                                 |               | Játékvezető: Peter Slapke Vonalbírók: Wilhelm Schimm Miloš Benek |
| | 1–1             | 24:18 − Zarrillo (Orlando) (SH) |               | Játékvezető: Peter Slapke Vonalbírók: Wilhelm Schimm Miloš Benek |
| Stillman (Loob) − 37:03 | 2–1             |                                 |               | Játékvezető: Peter Slapke Vonalbírók: Wilhelm Schimm Miloš Benek |
| Juhlin (Berglund, Näslund) − 41:10 | 3–1             |                                 |               |                                                                  |
| Svensson (Berglund) (PP) − 43:52 | 4–1             |                                 |               |                                                                  |

| 1994. február 17. 15:00 | Szlovákia (SVK) | 10–4 (6–2, 3–1, 1–1) | Olaszország (ITA) | Håkons Hall, Lillehammer Nézőszám: 5123 |

| | Jaromír Dragan | Kapusok                                | Mike Rosati David Delfino | Játékvezető: Tor Hansen Vonalbírók: Wilhelm Schimm Jouni Lojander |
| \| Kontšek (PP) − 01:27 \| 1–0 \| \| \| Kontšek (Haščák) − 09:02 \| 2–0 \| \| \| Šatan (Švehla, Petrovický) (PP) − 10:15 \| 3–0 \| \| \| Šťastný − 10:57 \| 4–0 \| \| \| Šatan (Jánoš, Petrovický) − 12:14 \| 5–0 \| \| \| Pálffy − 13:17 \| 6–0 \| \| \| \| 6–1 \| 17:32 − Topatigh (Zarrillo, Camazzola) \| \| \| 6–2 \| 18:23 − Pavlu (Ramoser, Sacratini) \| \| Pálffy (SH) − 30:54 \| 7–2 \| \| \| \| 7–3 \| 32:38 − Camazzola (SH) \| \| Daňo (Šťastný, Pálffy) (PP) − 33:41 \| 8–3 \| \| \| Šťastný (Daňo, Pálffy) − 37:35 \| 9–3 \| \| \| Šatan (Jánoš, Petrovický) − 49:34 \| 10–3 \| \| \| \| 10–4 \| 51:12 − Mansi \| |                |                                        |                           | Játékvezető: Tor Hansen Vonalbírók: Wilhelm Schimm Jouni Lojander |
| 18 perc | Büntetések     | 18 perc                                |                           | Játékvezető: Tor Hansen Vonalbírók: Wilhelm Schimm Jouni Lojander |
| 40 | Lövések        | 18                                     |                           | Játékvezető: Tor Hansen Vonalbírók: Wilhelm Schimm Jouni Lojander |
| Kontšek (PP) − 01:27 | 1–0            |                                        |                           | Játékvezető: Tor Hansen Vonalbírók: Wilhelm Schimm Jouni Lojander |
| Kontšek (Haščák) − 09:02 | 2–0            |                                        |                           | Játékvezető: Tor Hansen Vonalbírók: Wilhelm Schimm Jouni Lojander |
| Šatan (Švehla, Petrovický) (PP) − 10:15 | 3–0            |                                        |                           | Játékvezető: Tor Hansen Vonalbírók: Wilhelm Schimm Jouni Lojander |
| Šťastný − 10:57 | 4–0            |                                        |                           |                                                                   |
| Šatan (Jánoš, Petrovický) − 12:14 | 5–0            |                                        |                           |                                                                   |
| Pálffy − 13:17 | 6–0            |                                        |                           |                                                                   |
| | 6–1            | 17:32 − Topatigh (Zarrillo, Camazzola) |                           |                                                                   |
| | 6–2            | 18:23 − Pavlu (Ramoser, Sacratini)     |                           |                                                                   |
| Pálffy (SH) − 30:54 | 7–2            |                                        |                           |                                                                   |
| | 7–3            | 32:38 − Camazzola (SH)                 |                           |                                                                   |
| Daňo (Šťastný, Pálffy) (PP) − 33:41 | 8–3            |                                        |                           |                                                                   |
| Šťastný (Daňo, Pálffy) − 37:35 | 9–3            |                                        |                           |                                                                   |
| Šatan (Jánoš, Petrovický) − 49:34 | 10–3           |                                        |                           |                                                                   |
| | 10–4           | 51:12 − Mansi                          |                           |                                                                   |

| 1994. február 19. 17:30 | Olaszország (ITA) | 7–3 (2–1, 3–2, 2–0) | Franciaország (FRA) | Gjøvik Olympic Cavern Hall, Gjøvik Nézőszám: 5050 |

| | David Delfino | Kapusok                | Petri Ylönen | Játékvezető: Karl Korentschnig Vonalbírók: Wilhelm Schimm Jouni Lojander |
| \| Figliuzzi (Mansi) (PP) − 12:16 \| 1–0 \| \| \| \| 1–1 \| 13:58 − Laporte (PP) \| \| DeGaetano − 15:31 \| 2–1 \| \| \| Figliuzzi − 24:53 \| 3–1 \| \| \| Brugnoli (Ramoser) − 25:36 \| 4–1 \| \| \| \| 4–2 \| 32:22 − Ville (PP) \| \| \| 4–3 \| 34:35 − Maia (Laporte) \| \| Topatigh (Orlando, Zarrillo) − 37:50 \| 5–3 \| \| \| Mansi (PP) − 44:26 \| 6–3 \| \| \| Zarrillo (Orlando) (ENG) − 58:27 \| 7–3 \| \| |               |                        |              | Játékvezető: Karl Korentschnig Vonalbírók: Wilhelm Schimm Jouni Lojander |
| 18 perc | Büntetések    | 16 perc                |              | Játékvezető: Karl Korentschnig Vonalbírók: Wilhelm Schimm Jouni Lojander |
| 21 | Lövések       | 35                     |              | Játékvezető: Karl Korentschnig Vonalbírók: Wilhelm Schimm Jouni Lojander |
| Figliuzzi (Mansi) (PP) − 12:16 | 1–0           |                        |              | Játékvezető: Karl Korentschnig Vonalbírók: Wilhelm Schimm Jouni Lojander |
| | 1–1           | 13:58 − Laporte (PP)   |              | Játékvezető: Karl Korentschnig Vonalbírók: Wilhelm Schimm Jouni Lojander |
| DeGaetano − 15:31 | 2–1           |                        |              | Játékvezető: Karl Korentschnig Vonalbírók: Wilhelm Schimm Jouni Lojander |
| Figliuzzi − 24:53 | 3–1           |                        |              |                                                                          |
| Brugnoli (Ramoser) − 25:36 | 4–1           |                        |              |                                                                          |
| | 4–2           | 32:22 − Ville (PP)     |              |                                                                          |
| | 4–3           | 34:35 − Maia (Laporte) |              |                                                                          |
| Topatigh (Orlando, Zarrillo) − 37:50 | 5–3           |                        |              |                                                                          |
| Mansi (PP) − 44:26 | 6–3           |                        |              |                                                                          |
| Zarrillo (Orlando) (ENG) − 58:27 | 7–3           |                        |              |                                                                          |

| 1994. február 21. 20:00 | Egyesült Államok (USA) | 7–1 (5–1, 1–0, 1–0) | Olaszország (ITA) | Håkons Hall, Lillehammer Nézőszám: 9243 |

| | Garth Snow | Kapusok                   | David Delfino Bruno Campese | Játékvezető: Kevin Muench Vonalbírók: Erik Larssen John Svarstad |
| \| Ciavaglia (Martin) − 01:50 \| 1–0 \| \| \| Ferraro (Martin) − 03:59 \| 2–0 \| \| \| Sacco (Ciavaglia) (PP) − 08:58 \| 3–0 \| \| \| Roberts (Lilley) − 13:03 \| 4–0 \| \| \| Ferraro (Johnson, Marchant) − 14:31 \| 5–0 \| \| \| \| 5–1 \| 16:30 − Iovio (Figliuzzi) \| \| Rolston (Drury, Richter) − 36:47 \| 6–1 \| \| \| Rolston (Ciavaglia) − 59:29 \| 7–1 \| \| |            |                           |                             | Játékvezető: Kevin Muench Vonalbírók: Erik Larssen John Svarstad |
| 8 perc | Büntetések | 16 perc                   |                             | Játékvezető: Kevin Muench Vonalbírók: Erik Larssen John Svarstad |
| 47 | Lövések    | 16                        |                             | Játékvezető: Kevin Muench Vonalbírók: Erik Larssen John Svarstad |
| Ciavaglia (Martin) − 01:50 | 1–0        |                           |                             | Játékvezető: Kevin Muench Vonalbírók: Erik Larssen John Svarstad |
| Ferraro (Martin) − 03:59 | 2–0        |                           |                             | Játékvezető: Kevin Muench Vonalbírók: Erik Larssen John Svarstad |
| Sacco (Ciavaglia) (PP) − 08:58 | 3–0        |                           |                             | Játékvezető: Kevin Muench Vonalbírók: Erik Larssen John Svarstad |
| Roberts (Lilley) − 13:03 | 4–0        |                           |                             |                                                                  |
| Ferraro (Johnson, Marchant) − 14:31 | 5–0        |                           |                             |                                                                  |
| | 5–1        | 16:30 − Iovio (Figliuzzi) |                             |                                                                  |
| Rolston (Drury, Richter) − 36:47 | 6–1        |                           |                             |                                                                  |
| Rolston (Ciavaglia) − 59:29 | 7–1        |                           |                             |                                                                  |

A 9–12. helyért
| 1994. február 22. 21:00 | Olaszország (ITA) | 6–3 (3–2, 1–1, 2–0) | Norvégia (NOR) | Håkons Hall, Lillehammer Nézőszám: 9228 |

| | Bruno Campese | Kapusok                     | Jim Marthinsen | Játékvezető: Karl Korentschnig Vonalbírók: Jouni Lojander Miloš Benek |
| \| Orlando – 00:18 \| 1–0 \| \| \| \| 1–1 \| 07:22 – Salsten (Dahlstrøm) \| \| Camazzola (Orlando) – 08:06 \| 2–1 \| \| \| Ramoser – 11:56 \| 3–1 \| \| \| \| 3–2 \| 16:38 – Hoff (Fagerli) \| \| \| 3–3 \| 21:36 – Jakobsen (Barlie) \| \| Zarrillo (Circelli) – 37:50 \| 4–3 \| \| \| Topatigh (Orlando) – 53:41 \| 5–3 \| \| \| Orlando (Topatigh) – 56:36 \| 6–3 \| \| |               |                             |                | Játékvezető: Karl Korentschnig Vonalbírók: Jouni Lojander Miloš Benek |
| 4 perc | Büntetések    | 4 perc                      |                | Játékvezető: Karl Korentschnig Vonalbírók: Jouni Lojander Miloš Benek |
| 18 | Lövések       | 24                          |                | Játékvezető: Karl Korentschnig Vonalbírók: Jouni Lojander Miloš Benek |
| Orlando – 00:18 | 1–0           |                             |                | Játékvezető: Karl Korentschnig Vonalbírók: Jouni Lojander Miloš Benek |
| | 1–1           | 07:22 – Salsten (Dahlstrøm) |                | Játékvezető: Karl Korentschnig Vonalbírók: Jouni Lojander Miloš Benek |
| Camazzola (Orlando) – 08:06 | 2–1           |                             |                | Játékvezető: Karl Korentschnig Vonalbírók: Jouni Lojander Miloš Benek |
| Ramoser – 11:56 | 3–1           |                             |                |                                                                       |
| | 3–2           | 16:38 – Hoff (Fagerli)      |                |                                                                       |
| | 3–3           | 21:36 – Jakobsen (Barlie)   |                |                                                                       |
| Zarrillo (Circelli) – 37:50 | 4–3           |                             |                |                                                                       |
| Topatigh (Orlando) – 53:41 | 5–3           |                             |                |                                                                       |
| Orlando (Topatigh) – 56:36 | 6–3           |                             |                |                                                                       |

A 9. helyért
| 1994. február 24. 15:00 | Franciaország (FRA) | 2–3 (1–1, 1–0, 0–2) | Olaszország (ITA) | Gjøvik, Fjellhallen Nézőszám: 3770 |

| | Petri Ylönen | Kapusok                              | Bruno Campese | Játékvezető: Peter Slapke Vonalbírók: Erik Larssen John Svarstad |
| \| \| 0–1 \| 11:06 – Pavlu (Figliuzzi, Camazzola) \| \| Saunier (Pajonkowski, Briand) – 00:33 \| 1–1 \| \| \| Arcangeloni (Ville) (PP) – 38:25 \| 2–1 \| \| \| \| 2–2 \| 54:34 – Figliuzzi (PP) \| \| \| 2–3 \| 55:10 – Zarrillo (Orlando) \| |              |                                      |               | Játékvezető: Peter Slapke Vonalbírók: Erik Larssen John Svarstad |
| 10 perc | Büntetések   | 8 perc                               |               | Játékvezető: Peter Slapke Vonalbírók: Erik Larssen John Svarstad |
| 30 | Lövések      | 31                                   |               | Játékvezető: Peter Slapke Vonalbírók: Erik Larssen John Svarstad |
| | 0–1          | 11:06 – Pavlu (Figliuzzi, Camazzola) |               | Játékvezető: Peter Slapke Vonalbírók: Erik Larssen John Svarstad |
| Saunier (Pajonkowski, Briand) – 00:33 | 1–1          |                                      |               | Játékvezető: Peter Slapke Vonalbírók: Erik Larssen John Svarstad |
| Arcangeloni (Ville) (PP) – 38:25 | 2–1          |                                      |               | Játékvezető: Peter Slapke Vonalbírók: Erik Larssen John Svarstad |
| | 2–2          | 54:34 – Figliuzzi (PP)               |               |                                                                  |
| | 2–3          | 55:10 – Zarrillo (Orlando)           |               |                                                                  |

| Csapat            | Helyezés |
| ----------------- | -------- |
| Olaszország (ITA) | 9.       |

## Rövidpályás gyorskorcsolya
Férfi
| Versenyző                                                     | Versenyszám  | Előfutam | Előfutam | Negyeddöntő | Negyeddöntő | Elődöntő | Elődöntő | B döntő | B döntő | Döntő   | Döntő   | Helyezés |
| Versenyző                                                     | Versenyszám  | Idő      | Hely.    | Idő         | Hely.       | Idő      | Hely.    | Idő     | Hely.   | Idő     | Hely.   | Helyezés |
| ------------------------------------------------------------- | ------------ | -------- | -------- | ----------- | ----------- | -------- | -------- | ------- | ------- | ------- | ------- | -------- |
| Orazio Fagone                                                 | 500 m        | kizárták | kizárták | kiesett     | kiesett     | kiesett  | kiesett  | kiesett | kiesett | kiesett | kiesett | 31.      |
| Orazio Fagone                                                 | 1000 m       | 1:32,19  | 2.       | kizárták    | kizárták    | kiesett  | kiesett  | kiesett | kiesett | kiesett | kiesett | 15.      |
| Mirko Vuillermin                                              | 500 m        | 44,29    | 1.       | 43,85       | 2.          | 43,58    | 1.       |         |         | 43,47   | 2.      |          |
| Mirko Vuillermin                                              | 1000 m       | 1:33,51  | 3.       | kiesett     | kiesett     | kiesett  | kiesett  | kiesett | kiesett | kiesett | kiesett | 21.      |
| Maurizio Carnino Orazio Fagone Hugo Herrnhof Mirko Vuillermin | 5000 m váltó |          |          |             |             | 7:13,34  | 1.       |         |         | 7:11,74 | 1.      |          |

Női
| Versenyző                                                                     | Versenyszám  | Előfutam | Előfutam | Negyeddöntő | Negyeddöntő | Elődöntő | Elődöntő | B döntő | B döntő | Döntő   | Döntő   | Helyezés |
| Versenyző                                                                     | Versenyszám  | Idő      | Hely.    | Idő         | Hely.       | Idő      | Hely.    | Idő     | Hely.   | Idő     | Hely.   | Helyezés |
| ----------------------------------------------------------------------------- | ------------ | -------- | -------- | ----------- | ----------- | -------- | -------- | ------- | ------- | ------- | ------- | -------- |
| Barbara Baldissera                                                            | 500 m        | 1:19,96  | 3.       | kiesett     | kiesett     | kiesett  | kiesett  | kiesett | kiesett | kiesett | kiesett | 24.      |
| Marinella Canclini                                                            | 500 m        | 47,19    | 1.       | 1:28,77     | 4.          | kiesett  | kiesett  | kiesett | kiesett | kiesett | kiesett | 11.      |
| Marinella Canclini                                                            | 1000 m       | 1:39,74  | 2.       | 1:39,20     | 4.          | kiesett  | kiesett  | kiesett | kiesett | kiesett | kiesett | 15.      |
| Katia Colturi                                                                 | 1000 m       | 1:46,89  | 3.       | kiesett     | kiesett     | kiesett  | kiesett  | kiesett | kiesett | kiesett | kiesett | 22.      |
| Katia Mosconi                                                                 | 500 m        | 47,90    | 3.       | kiesett     | kiesett     | kiesett  | kiesett  | kiesett | kiesett | kiesett | kiesett | 18.      |
| Katia Mosconi                                                                 | 1000 m       | 1:41,51  | 3.       | kiesett     | kiesett     | kiesett  | kiesett  | kiesett | kiesett | kiesett | kiesett | 18.      |
| Barbara Baldissera Marinella Canclini Katia Colturi Katia Mosconi Mara Urbani | 3000 m váltó |          |          |             |             | 4:45,18  | 4.       | 4:34,46 | 1.      |         |         | 4.       |

## Síakrobatika
Ugrás
| Versenyző         | Versenyszám | Selejtező | Selejtező | Döntő   | Döntő    |
| Versenyző         | Versenyszám | Pont      | Helyezés  | Pont    | Helyezés |
| ----------------- | ----------- | --------- | --------- | ------- | -------- |
| Alessandro Scottà | Férfi       | 149,34    | 21.       | kiesett | kiesett  |
| Freddy Romano     | Férfi       | 115,21    | 23.       | kiesett | kiesett  |

Mogul
| Versenyző        | Versenyszám | Selejtező | Selejtező | Döntő   | Döntő    |
| Versenyző        | Versenyszám | Pont      | Helyezés  | Pont    | Helyezés |
| ---------------- | ----------- | --------- | --------- | ------- | -------- |
| Simone Mottini   | Férfi       | 22,87     | 22.       | kiesett | kiesett  |
| Walter Osta      | Férfi       | 14,13     | 29.       | kiesett | kiesett  |
| Silvia Marciandi | Női         | 22,99     | 12.       | 23,36   | 10.      |
| Petra Moroder    | Női         | 19,83     | 22.       | kiesett | kiesett  |

## Sífutás
Férfi
| Versenyző                                                       | Versenyszám         | Eredmény  | Helyezés |
| --------------------------------------------------------------- | ------------------- | --------- | -------- |
| Marco Albarello                                                 | 10 km               | 24:42,3   |          |
| Marco Albarello                                                 | 15 km üldözőverseny | 38:14,1   | 10.      |
| Maurilio De Zolt                                                | 30 km               | 1:14:55,5 | 5.       |
| Maurilio De Zolt                                                | 50 km               | 2:10:12,1 | 7.       |
| Silvio Fauner                                                   | 10 km               | 25:08,1   | 8.       |
| Silvio Fauner                                                   | 15 km üldözőverseny | 37:28,6   |          |
| Silvio Fauner                                                   | 30 km               | 1:15:27,7 | 7.       |
| Silvio Fauner                                                   | 50 km               | 2:11:09,6 | 11.      |
| Gianfranco Polvara                                              | 30 km               | kizárták  | kizárták |
| Gianfranco Polvara                                              | 50 km               | 2:18:40,3 | 31.      |
| Fulvio Valbusa                                                  | 10 km               | 26:26,2   | 29.      |
| Fulvio Valbusa                                                  | 15 km üldözőverseny | 40:16,3   | 22.      |
| Giorgio Vanzetta                                                | 10 km               | 25:48,1   | 15.      |
| Giorgio Vanzetta                                                | 15 km üldözőverseny | 38:11,6   | 9.       |
| Giorgio Vanzetta                                                | 30 km               | 1:16:35,2 | 14.      |
| Giorgio Vanzetta                                                | 50 km               | 2:10:16,4 | 8.       |
| Maurilio De Zolt Marco Albarello Giorgio Vanzetta Silvio Fauner | 4 × 10 km váltó     | 1:41:15,0 |          |

Női
| Versenyző                                                          | Versenyszám         | Eredmény  | Helyezés |
| ------------------------------------------------------------------ | ------------------- | --------- | -------- |
| Stefania Belmondo                                                  | 5 km                | 15:04,0   | 13.      |
| Stefania Belmondo                                                  | 10 km üldözőverseny | 28:13,1   |          |
| Stefania Belmondo                                                  | 15 km               | 41:33,6   | 4.       |
| Guidina Dal Sasso                                                  | 30 km               | 1:30:47,5 | 17.      |
| Manuela Di Centa                                                   | 5 km                | 14:28,3   |          |
| Manuela Di Centa                                                   | 10 km üldözőverseny | 27:38,4   |          |
| Manuela Di Centa                                                   | 15 km               | 39:44,5   |          |
| Manuela Di Centa                                                   | 30 km               | 1:25:41,6 |          |
| Gabriella Paruzzi                                                  | 5 km                | 15:34,7   | 24.      |
| Gabriella Paruzzi                                                  | 10 km üldözőverseny | 30:20,9   | 18.      |
| Gabriella Paruzzi                                                  | 15 km               | 43:05,1   | 12.      |
| Gabriella Paruzzi                                                  | 30 km               | 1:33:28,9 | 30.      |
| Sabina Valbusa                                                     | 15 km               | 45:03,9   | 26.      |
| Bice Vanzetta                                                      | 5 km                | 15:21,3   | 19.      |
| Bice Vanzetta                                                      | 10 km üldözőverseny | 32:35,1   | 34.      |
| Bice Vanzetta Manuela Di Centa Gabriella Paruzzi Stefania Belmondo | 4 × 5 km váltó      | 58:42,6   |          |

## Síugrás
| Versenyző                                           | Versenyszám | 1. ugrás | 1. ugrás | 2. ugrás | 2. ugrás | Összesítés | Összesítés |
| Versenyző                                           | Versenyszám | Pont     | Hely.    | Pont     | Hely.    | Pont       | Helyezés   |
| --------------------------------------------------- | ----------- | -------- | -------- | -------- | -------- | ---------- | ---------- |
| Roberto Cecon                                       | Normálsánc  | 115,0    | 21.      | 111,5    | 22.      | 226,5      | 19.**      |
| Roberto Cecon                                       | Nagysánc    | 85,2     | 28.      | 103,0    | 10.      | 188,2      | 16.        |
| Ivan Lunardi                                        | Normálsánc  | 95,5     | 43.      | 103,0    | 28.      | 198,5      | 32.        |
| Ivan Lunardi                                        | Nagysánc    | 92,4     | 21.      | 79,2     | 20.      | 171,6      | 20.        |
| Ivo Pertile                                         | Normálsánc  | 111,5    | 27.      | 93,0     | 33.*     | 204,5      | 31.        |
| Ivo Pertile                                         | Nagysánc    | 72,0     | 32.*     | 68,9     | 34.      | 140,9      | 32.        |
| Roberto Cecon Ivo Pertile Ivan Lunardi Andrea Cecon | Csapat      | 405,8    | 7.       | 376,5    | 8.       | 782,3      | 8.         |

* - egy másik versenyzővel azonos eredményt ért el

** - két másik versenyzővel azonos eredményt ért el

## Szánkó
| Versenyző                    | Versenyszám | 1. futam | 1. futam | 2. futam | 2. futam | 3. futam | 3. futam | 4. futam | 4. futam | Összesítés | Összesítés |
| Versenyző                    | Versenyszám | Idő      | Hely.    | Idő      | Hely.    | Idő      | Hely.    | Idő      | Hely.    | Idő        | Helyezés   |
| ---------------------------- | ----------- | -------- | -------- | -------- | -------- | -------- | -------- | -------- | -------- | ---------- | ---------- |
| Arnold Huber                 | Férfi egyes | 50,558   | 4.       | 50,763   | 5.       | 50,546   | 8.       | 50,551   | 6.       | 3:22,418   | 4.         |
| Norbert Huber                | Férfi egyes | 50,659   | 8.       | 50,836   | 8.       | 50,399   | 7.       | 50,580   | 8.       | 3:22,474   | 6.         |
| Armin Zöggeler               | Férfi egyes | 50,441   | 3.       | 50,601   | 3.       | 50,365   | 6.       | 50,426   | 1.       | 3:21,833   |            |
| Natalie Obkircher            | Női egyes   | 49,046   | 5.       | 49,252   | 6.       | 49,181   | 2.       | 49,458   | 11.      | 3:16,937   | 5.         |
| Gerda Weissensteiner         | Női egyes   | 48,740   | 1.       | 48,890   | 1.       | 48,950   | 1.       | 48,937   | 1.       | 3:15,517   |            |
| Kurt Brugger Wilfried Huber  | Kettes      | 48,348   | 2.       | 48,372   | 1.       |          |          |          |          | 1:36,720   |            |
| Hansjörg Raffl Norbert Huber | Kettes      | 48,274   | 1.       | 48,495   | 2.       |          |          |          |          | 1:36,769   |            |